# 穆斯林营
穆斯林营是苏联总参情报局格鲁乌准备入侵阿富汗时成立的以中亚穆斯林士兵为主的特种分队的一种称呼，简称穆斯巴特（мусбáты）。
这些编队的正式名称是独立特种部队分队（Separate detachment of special purpose）。关于谁是第一个使用“穆斯林营”代号的军事领导人，还有待考证。

## 建立[3]
1979年春天，苏联一些领导人得出结论，阿富汗局势几乎每天都在迅速变化，干涉邻国事务固然危险，但顺其自然则更危险。这意味着苏联需要为事态的任何发展做好准备。与此同时，还提出了不引人注意地向邻国引入小型军事部队以支持友军的想法。
1979年3月18日，阿富汗马克思主义党秘书长努尔·穆罕默德·塔拉基致电苏联部长会议主席阿列克谢·柯西金。他要求苏联亚洲各加盟共和国派出士兵，以便从4000名便衣伊朗士兵手中解放赫拉特市。选择士兵的主要标准是外表与阿富汗土著居民的相似性。
苏联武装部队领导层坚持以民族为基础选拔军事人员的主要原因被认为与阿富汗土著居民如乌兹别克人、塔吉克人、土库曼人的外部差异很小。
1979年4月26日，苏联国防部总参谋部发布了关于组建格鲁乌特别工作组的第314/2/0061号指令。

### 第一穆斯林营
首先成立的穆斯林营是第154独立特种分队（154-й отдельный отряд специального назначения）该营在苏联红军驻中亚的第15独立特种旅中组建。招募的人员是从乌兹别克斯坦、土库曼斯坦和塔吉克斯坦三个民族的士兵中选出的，该营人数为532人。哈比卜·塔吉巴耶维奇·哈尔巴耶夫 (Habib Tadzhibaevich Khalbaev) 少校领衔。突厥斯坦军区参谋长克里沃舍耶夫中将督导训练.
1979年12月27日晚，第154独立特种部队分队分队与克格勃的格罗姆（ ）和泽尼特（Зенит）特种小组的60名军人一起参加了对阿富汗塔日别克宫代号“风暴333”的袭击。
1981 年 5 月 7 日，第154独立特种分队被授予部队战旗。
1988年5月20日，撤离阿富汗。
1994年12月 — 2000年。该部队被移交给乌兹别克斯坦国防部，改称乌兹别克斯坦国防部武装部队第28独立侦察营。
2000年 - 解散。

### 第二穆斯林营[5][6]
第二支成立的穆斯林营是第177独立特种分队（177-й отдельный отряд специального назначения）（或军事单位56712）是根据1980年1月8日苏联总参谋部第314/2/00117号指令在哈萨克斯坦苏维埃社会主义共和国阿拉木图地区卡普恰盖市成立，指挥官是哈萨克族的鲍里斯·图克诺维奇·克里姆巴耶夫（Борис Тукенович Керимбаев）。
与“第一营穆斯林”不同，第177支队可能在新疆维吾尔自治区境内准备作战行动。为此，该支队招募了300名维吾尔族义务兵和突厥族军官。该营70%的军官是阿拉木图联合兵种学校的毕业生,人员总数498人。
1981年10月29日，该分遣队被引入阿富汗，部署在法里亚布省迈门市附近。
1982年5月底，第177支队部署到潘杰希尔峡谷与马苏德为首圣战者的进行了1年的战斗。
阿富汗战争结束后，第177独立特种部队被重新部署到俄罗斯摩尔曼斯克地区，并成为俄罗斯西北军区的一部分。1995年，该支队被解散，该部队的旗帜移交给俄罗斯联邦国防部档案馆。2011年，根据时任哈萨克斯坦国防部第一副部长、哈萨克斯坦共和国武装部队总参谋长、现任国防部长萨肯·扎苏扎科夫的协议，第177支队的旗帜返回哈萨克斯坦。哈萨克斯坦军方再次组建第177独立特种部队支队，发放战旗，旧旗移交给支队博物馆。

### 第三穆斯林营[8]
第三支成立的穆斯林营是第173独立特种支队（173-й отдельный отряд специального назначения）（或军事单位96044）是根据1980年1月9日苏联武装部队总参谋部第314/2/0061号指令在第12独立特种部队的基础上组建于格鲁吉亚苏维埃社会主义共和国的拉戈代希市。与前两支队不同的是，第173支队主要由来自北高加索和外高加索地区土著民族的军事人员组成。
根据1984年1月14日苏联武装部队总参谋部第312/2/021号指令，该分遣队被派往阿富汗。
1990年4月至6月和1991年5月至7月期间，该支队参加了纳戈尔诺-卡拉巴赫冲突的解决。
1994年12月起，该支队临时驻扎莫兹多克，是首批进入车臣的部队之一。
现今，格鲁乌第173特种部队隶属于格鲁乌第22独立近卫特别用途旅,部署在俄罗斯罗斯托夫州巴泰斯克。

## 乌克兰
2015年，乌克兰计划组建1个隶属于乌克兰国防部的穆斯林营，驻扎在赫尔松地区。
后组建成以克里米亚鞑靼人为主的克里米亚营（ Crimea battalion），以及车臣人为主的焦哈尔·杜达耶夫营，谢赫曼苏尔营。

## 相关出版物
- 《ОТРЯД КАРА-МАЙОРА》[12]
- 《Спецназ ГРУ в Афганистане》